# Vladimir Yourkevitch
 (juin 2024).
Si vous disposez d'ouvrages ou d'articles de référence ou si vous connaissez des sites web de qualité traitant du thème abordé ici, merci de compléter l'article en donnant les références utiles à sa vérifiabilité et en les liant à la section « Notes et références ».
Vladimir Ivanovitch Yourkevitch (5 juin 1885 Moscou – 13 décembre 1964 New York) est un architecte naval russe, naturalisé plus tard américain.

## Biographie
Issu d'une famille de la noblesse, il poursuit ses études secondaires au prestigieux lycée n°4 de Moscou qu'il termine avec une médaille d'or. De 1903 à 1909, il étudie à l'institut polytechnique de Saint-Pétersbourg en spécialité de construction navale. Il étudie ensuite à l'école supérieure du génie naval de la flotte de guerre de Kronstadt à l'issue de laquelle il est diplômé ingénieur naval et reçoit le grade de sous-lieutenant. Il commence sa carrière à Kronstadt, travaille plus tard au bureau de construction des chantiers navals de la Baltique. Il collabore à des projets de navires de guerre, comme les navires de ligne Sébastopol ou les croiseurs de ligne du type Ismaïl. Il construit des sous-marins Forel (truite) et Erch (grémille). En 1915, il participe activement à la fondation de l'union des ingénieurs navals dont il devient ensuite le secrétaire. Il est décoré de l'ordre de Sainte-Anne de 3e classe en 1915. Après la révolution d'Octobre, il se trouve à Nikolaïev comme directeur adjoint de la filiale des chantiers navals de la Baltique; mais bientôt la guerre civile le rattrape: il s'engage du côté des Blancs de Wrangel et en 1920, il doit quitter la Russie, pour garder la vie sauve en tant qu'ancien membre de l'élite scientifique et militaire. Il parvient à prendre place avec d'autres militaires sur un navire-citerne le Bakou qui fait la ligne Odessa-Constantinople pour le compte de la flotte de l'Armée blanche. Ce navire sera ensuite stationné à Bizerte et passera en 1924 à la France. Arrivé en Turquie, Yourkevitch travaille dans un atelier de réparation de mécanique automobile ouvert par des émigrés russes.

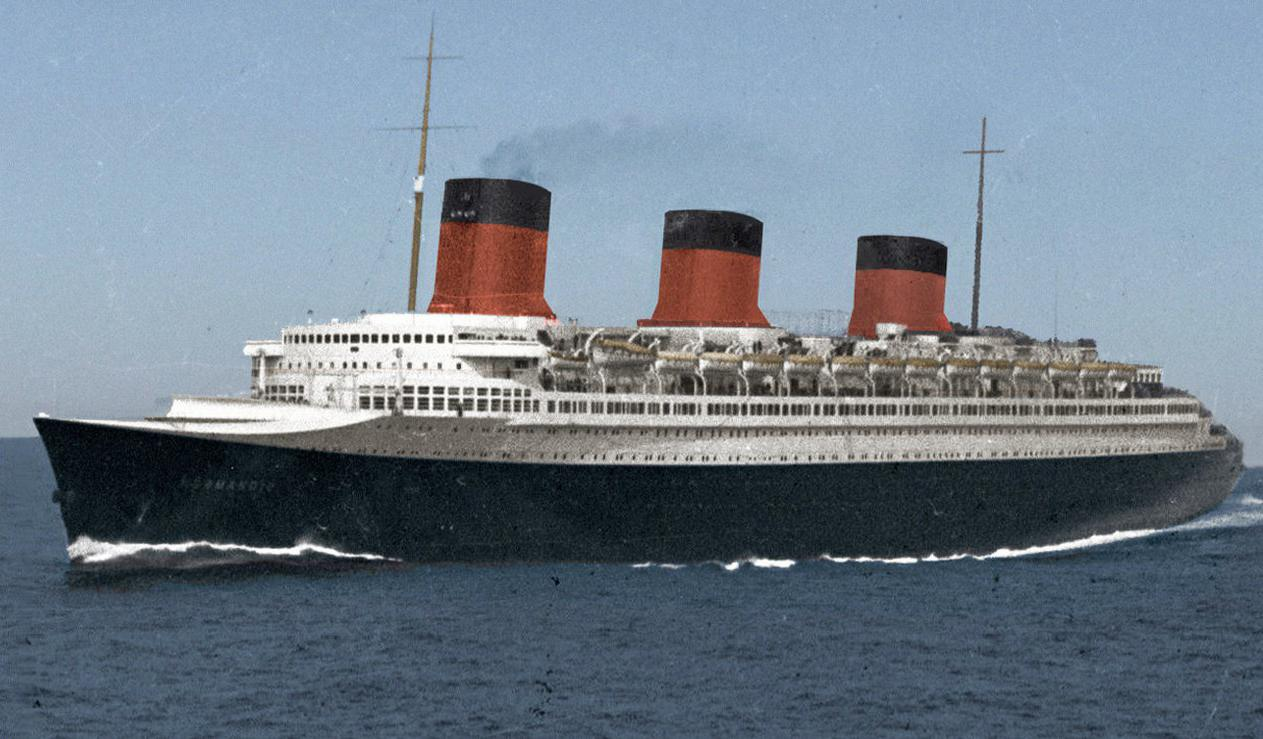
Vue du Normandie.

Émigré en France en 1922, il gagne sa vie comme ouvrier mécanicien aux usines Renault de Boulogne-Billancourt, puis comme dessinateur industriel, alors qu'il s'agit d'un ingénieur d'exception. Cependant, en 1928, grâce à l'entremise de l'ancien amiral russe, émigré lui-aussi, l'amiral Pogouliaïev, Yourkevitch parvient à se faire embaucher chez le constructeur naval Penhoët qui construit de grands paquebots à Saint-Nazaire. En 1927, il se marie avec une émigrée russe, Olga Krestovskaïa, fille de l'homme de lettres, Vsevolod Krestovski (1840-1895). Elle lui donne un fils en 1932, Youri.
Yourkevitch participe à la construction de plusieurs paquebots transatlantiques et lance même des coques à la forme spéciale légèrement en bulbe qui font en quelque sorte sa marque de référence. Il participe notamment à la construction du Normandie, le fameux paquebot lancé en 1932 et mis en service en 1935, en lui concevant une coque révolutionnaire au bulbe d'étrave résolument novateur. Le Normandie gagne le ruban bleu en 1937 et pulvérise le record de traversée de l’Atlantique. 
Vladimir Yourkevitch part en 1937, après quinze ans en France, pour les États-Unis où il travaille jusqu'à la fin de sa vie, comme consultant pour des entreprises de construction navale. Il reçoit la nationalité américaine en 1941. Plus tard, il donne des cours à l'université du Michigan et au MIT.
Il meurt en 1964 et est inhumé au cimetière du monastère féminin russe orthodoxe Novo Diveyevo fondé en 1949 près du village de Nanuet, à une trentaine de kilomètres de Manhattan.
Après sa mort, sa veuve lègue ses archives aux archives centrales d'État de l'URSS à Moscou – selon les vœux de Vladimir Yourkevitch – plutôt qu'à l'université Columbia de New York qui en avait fait la demande ; en effet Yourkevitch n'avait jamais pu pardonner la réquisition et la "mort" du Normandie par la Navy et la négligence des autorités américaines lors de sa transformation en navire de transport de troupes.

## Décorations
- Ordre de Saint-Stanislas de 3e classe (1913)
- Ordre de Sainte-Anne de 3e classe (1915)

## Source
- (ru) Cet article est partiellement ou en totalité issu de l’article de Wikipédia en russe intitulé « Юркевич, Владимир Иванович » (voir la liste des auteurs).